# Aux Marais
Aux Marais (habitualment anomenat Aux-Marais) és un municipi francès, situat al departament de l'Oise i a la regió dels Alts de França. L'any 2007 tenia 731 habitants.

## Demografia

### Població
El 2007 la població de fet d'Aux Marais era de 731 persones. Hi havia 280 famílies de les quals 44 eren unipersonals (20 homes vivint sols i 24 dones vivint soles), 96 parelles sense fills, 112 parelles amb fills i 28 famílies monoparentals amb fills.
La població ha evolucionat segons el següent gràfic:
Habitants censats

### Habitatges
El 2007 hi havia 294 habitatges, 280 eren l'habitatge principal de la família, 4 eren segones residències i 10 estaven desocupats. 288 eren cases i 6 eren apartaments. Dels 280 habitatges principals, 249 estaven ocupats pels seus propietaris, 27 estaven llogats i ocupats pels llogaters i 4 estaven cedits a títol gratuït; 15 tenien dues cambres, 38 en tenien tres, 89 en tenien quatre i 138 en tenien cinc o més. 219 habitatges disposaven pel capbaix d'una plaça de pàrquing. A 129 habitatges hi havia un automòbil i a 129 n'hi havia dos o més.

### Piràmide de població
La piràmide de població per edats i sexe el 2009 era:
| Homes | Edats   | Dones |
| ----- | ------- | ----- |
| 0     | 95 o +  | 0     |
| 0     | 90 a 94 | 0     |
| 0     | 85 a 89 | 4     |
| 0     | 80 a 84 | 0     |
| 28    | 75 a 79 | 4     |
| 4     | 70 a 74 | 28    |
| 16    | 65 a 69 | 8     |
| 20    | 60 a 64 | 28    |
| 32    | 55 a 59 | 12    |
| 36    | 50 a 54 | 44    |
| 32    | 45 a 49 | 24    |
| 20    | 40 a 44 | 12    |
| 24    | 35 a 39 | 20    |
| 20    | 30 a 34 | 20    |
| 24    | 25 a 29 | 16    |
| 8     | 20 a 24 | 12    |
| 24    | 15 a 19 | 20    |
| 20    | 10 a 14 | 16    |
| 28    | 5 a 9   | 32    |
| 8     | 0 a 4   | 16    |

## Economia
El 2007 la població en edat de treballar era de 476 persones, 342 eren actives i 134 eren inactives. De les 342 persones actives 323 estaven ocupades (166 homes i 157 dones) i 19 estaven aturades (12 homes i 7 dones). De les 134 persones inactives 62 estaven jubilades, 44 estaven estudiant i 28 estaven classificades com a «altres inactius».

### Ingressos
El 2009 a Aux Marais hi havia 275 unitats fiscals que integraven 708 persones, la mediana anual d'ingressos fiscals per persona era de 21.243 €.

### Activitats econòmiques
Dels 8 establiments que hi havia el 2007, 1 era d'una empresa de fabricació d'altres productes industrials, 3 d'empreses de construcció, 1 d'una empresa de comerç i reparació d'automòbils, 2 d'empreses d'hostatgeria i restauració i 1 d'una entitat de l'administració pública.
Dels 4 establiments de servei als particulars que hi havia el 2009, 1 era un taller de reparació d'automòbils i de material agrícola, 1 fusteria, 1 electricista i 1 restaurant.
L'any 2000 a Aux Marais hi havia 5 explotacions agrícoles.

## Equipaments sanitaris i escolars
El 2009 hi havia una escola elemental.

## Poblacions més properes
El següent diagrama mostra les poblacions més properes.